# T'osan-gun
T'osan-gun (koreanska: 토산군) är en kommun i Nordkorea.   Den ligger i provinsen Norra Hwanghae, i den södra delen av landet, 120 km sydost om huvudstaden Pyongyang.